# 小尺寸集成电路

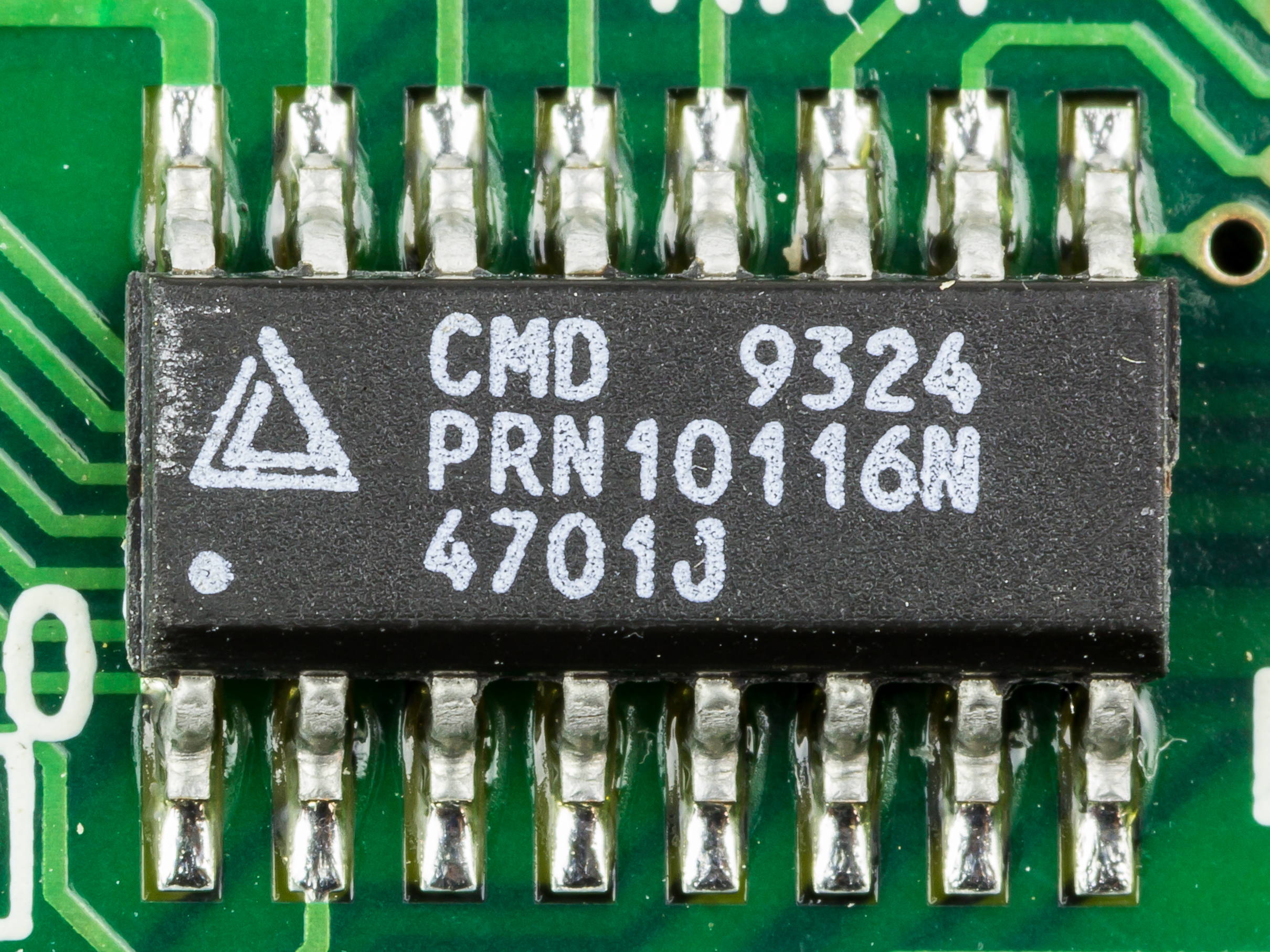
SOIC-16

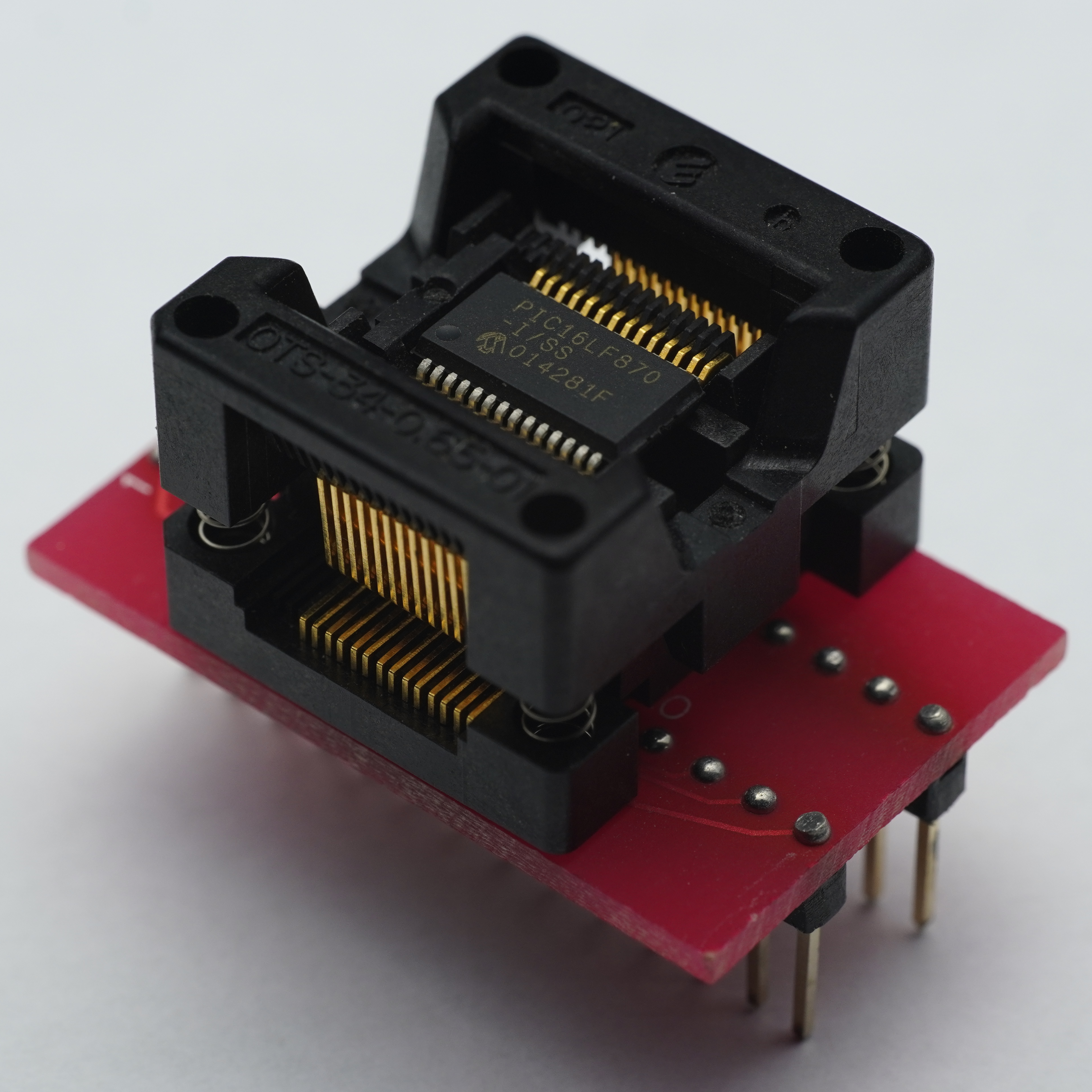
零插拔力插座中的PIC微控制器（宽SOIC-28）

小尺寸集成电路（英语：Small Outline Integrated Circuit，缩写为 SOIC）是一种表面贴装集成电路封装，其占用面积比等效的雙列直插封裝减少约30–50%，厚度则通常减少约70%。SOIC封装通常具有与其对应的 DIP器件相同的接腳排列。该封装的命名惯例为“SOIC”或“SO”加上引脚数量，例如，一个14引脚的4011芯片可封装于SOIC-14或SO-14中。

## JEDEC与JEITA/EIAJ标准
“小尺寸”（Small Outline）实际上指的是由两个标准化组织提出的封装标准：
- JEDEC：
  - MS-012：塑料双列小尺寸鸥翼封装，引脚间距1.27毫米，封装本体宽度3.9毫米。
  - MS-013：超厚型塑料小尺寸封装系列，引脚间距1.27毫米，封装本体宽度7.5毫米。
- JEITA （原EIAJ）：
  - 半导体器件封装 （页面存档备份，存于）。例如EIAJ II型的本体宽度为5.3毫米，较JEDEC MS-012略厚且更长。

因此，“SOIC”这一术语本身不足以精确表示具备互换性的封装。许多电子零售商会将符合任一标准的元件统称为SOIC。JEITA/EIAJ标准下的宽体小尺寸封装在高引脚数芯片中较为常见，但无法保证某一SOIC型号必然属于某一标准。
部分制造商（如德州仪器和快捷半导体）将JEDEC的3.9毫米与7.5毫米宽度封装称为“SOIC”，将EIAJ II型5.3毫米宽度封装称为“SOP”。

## 封装特性
SOIC封装比DIP更短更窄。例如SOIC-14从引脚尖到引脚尖的宽度为6毫米，封装本体宽度为3.9毫米。SOIC封装具有鸥翼型引脚，从两侧伸出，引脚间距为1.27毫米（0.050英寸）。

### 常见SOIC封装尺寸（JEDEC）
下表列出了JEDEC标准下常见SOIC的主要尺寸（单位：毫米）：
| C  | Clearance between IC body and PCB |
| H  | Total carrier height              |
| T  | Lead thickness                    |
| L  | Total carrier length              |
| LW | Lead width                        |
| L  | Lead length                       |
| P  | Pitch                             |
| WB | IC body width                     |
| WL | Lead-to-lead width                |
| O  | End overhang                      |

| Package   | WB      | WL      | H         | C         | L         | P    | L           | T         | LW        | O       |
| --------- | ------- | ------- | --------- | --------- | --------- | ---- | ----------- | --------- | --------- | ------- |
| SOIC-8-N  | 3.8–4.0 | 5.8–6.2 | 1.35–1.75 | 0.10–0.25 | 4.8–5.0   | 1.27 | 0.41 (1.04) | 0.19–0.25 | 0.35–0.51 | 0.33    |
| SOIC-14-N | 3.8–4.0 | 5.8–6.2 | 1.35–1.75 | 0.10–0.25 | 8.55–8.75 | 1.27 | 1.05        | 0.19–0.25 | 0.39–0.46 | 0.3–0.7 |
| SOIC-16-N | 3.8–4.0 | 5.8–6.2 | 1.35–1.75 | 0.10–0.25 | 9.8–10.0  | 1.27 | 1.05        | 0.19–0.25 | 0.39–0.46 | 0.3–0.7 |

### SOP封装（JEITA/EIAJ）
这些封装有时被称为“宽型SOIC”，与较窄的JEDEC MS-012封装相对，但它们又比JEDEC MS-013封装更窄，后者有时也被称为“宽型SOIC”。
| Package | WB          | WL          |
| ------- | ----------- | ----------- |
| SOIC-8  | 5.41 (5.16) | 8.07 (7.67) |

除了常见的窄型SOIC封装（通常表示为SOx_N或SOICx_N，其中x表示引脚数），还有宽型（或有时称为扩展型）版本。该封装通常表示为SOx_W或SOICx_W。
两者的主要区别在于本体宽度WB和引脚总宽度WL的参数。例如，8引脚宽型（扩展型）SOIC封装的WB和WL值如下所示。

### 迷你小尺寸封装
| Package     | WB  | WL  | H    | C    | L   | P   | L    | T    | LW   |
| ----------- | --- | --- | ---- | ---- | --- | --- | ---- | ---- | ---- |
| miniSOIC-10 | 3.0 | 4.9 | 1.09 | 0.10 | 3.0 | 0.5 | 0.95 | 0.19 | 0.23 |

另一种SOIC变体是迷你小尺寸封装（mini-SOIC，也叫micro-SOIC），仅适用于8引脚和10引脚的集成电路。该封装要小得多，且引脚间距仅为0.5毫米。上表列出了10引脚型号的尺寸。
美国國家半導體对不同的半导体封装有概述。 

### 小尺寸J型引脚封装（SOJ）

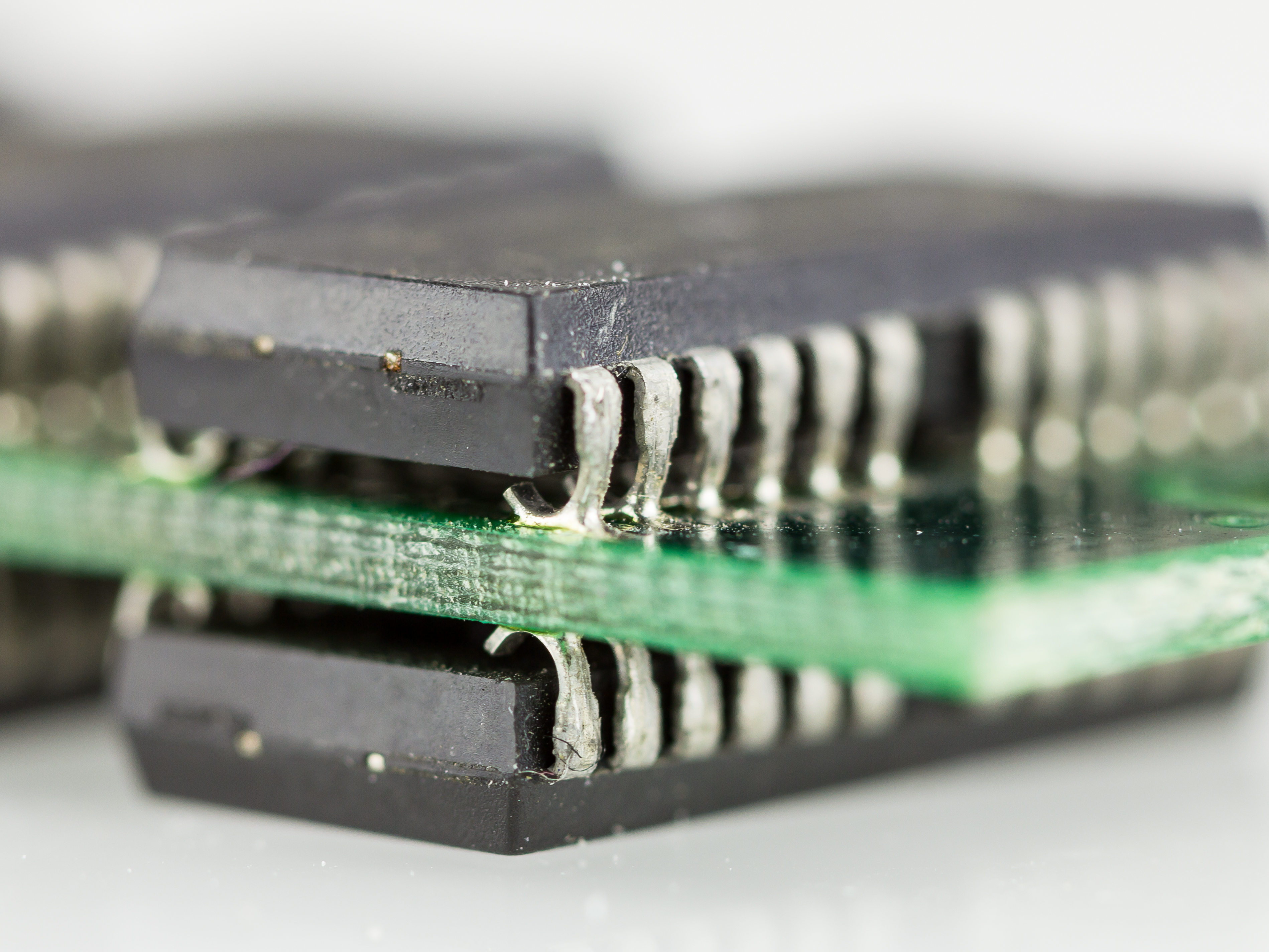
SOJ封装

小尺寸J型引脚封装（SOJ）是SOIC的一种变种，采用J型引脚而不是传统的鸥翼型引脚。

## 更小的封装形式
在SOIC之后，出现了一系列更小的封装形式，其引脚间距小于1.27毫米：
- 缩小尺寸封装（TSOP）
- 薄型缩小尺寸封装（TSSOP）

### 缩小外形封装 (SSOP)
缩小尺寸封装（SSOP）芯片具有从两侧伸出的“鸥翼”引脚，引脚间距为0.65毫米（0.0256英寸）或0.635毫米（0.025英寸）。0.5毫米的引脚间距较少见，但并不罕见。
SOP的本体尺寸经过压缩，引脚间距也进行了缩小，从而获得了更小版本的SOP。这种封装相较于标准封装，尺寸大大减少。所有集成电路组装过程与标准SOP相同。
SSOP的应用使得最终产品（如寻呼机、便携音视频设备、硬盘驱动器、收音机、射频设备/组件、电信设备）能够减少体积和质量。使用BiCMOS、CMOS或其他硅/砷化镓技术的半导体系列，如运算放大器、驱动器、光电器件、控制器、逻辑、模拟、存储器、比较器等，都适用于SSOP产品系列。

### 缩小尺寸封装（TSOP）

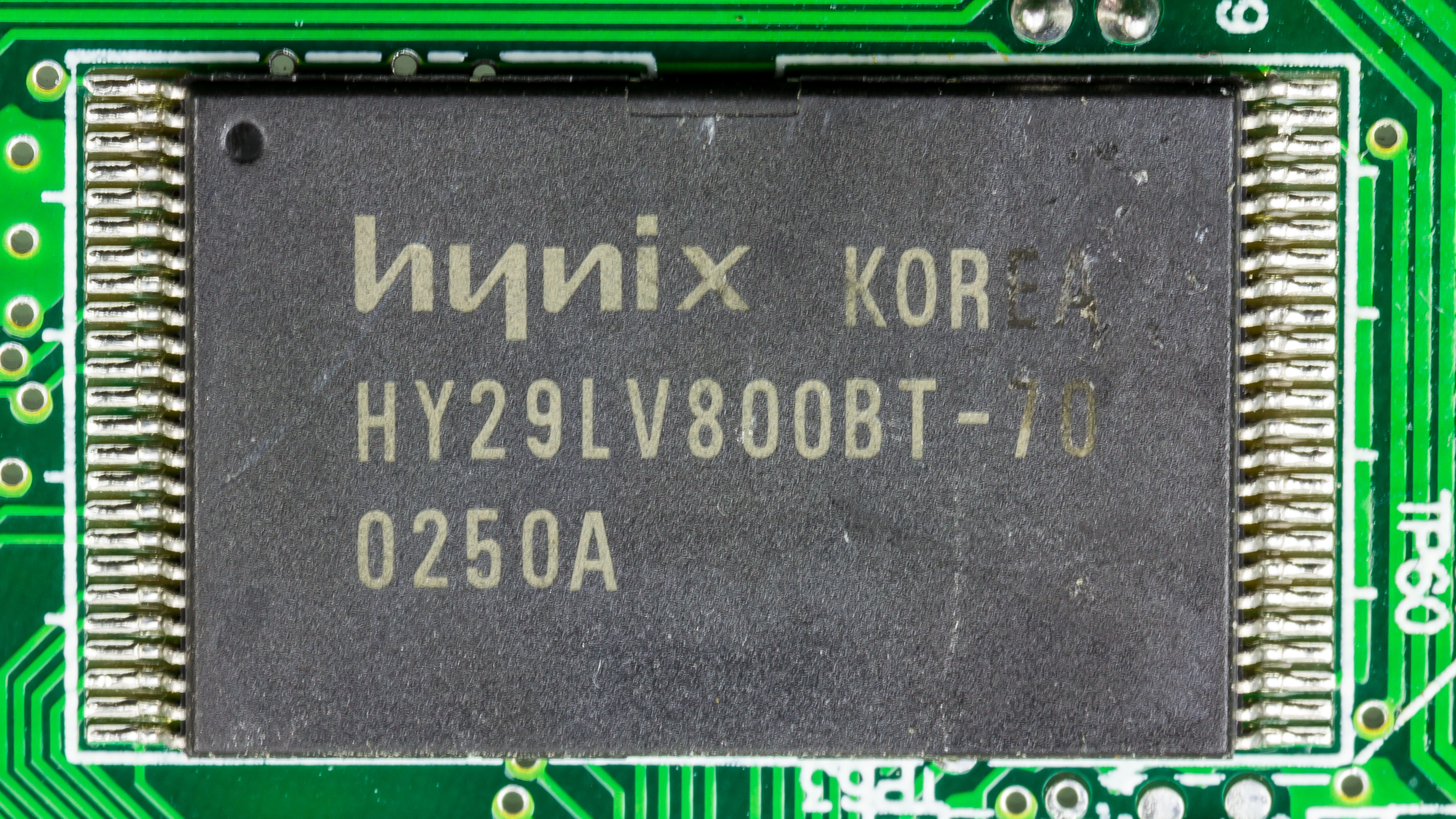
海力士闪存为TSOP

缩小尺寸封装（TSOP）是一个矩形、薄型的组件。类型I的TSOP引脚从封装的宽度部分伸出；类型II的TSOP引脚从封装的长度部分伸出。DRAM内存模块上的集成电路通常是TSOP封装，直到被球柵陣列封裝替代。

### 薄型缩小尺寸封装（TSSOP）

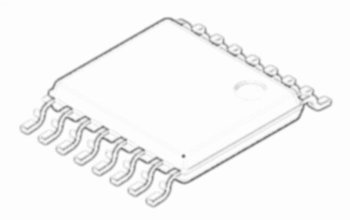
TSSOP-16

薄型缩小尺寸封装（TSSOP）是一个矩形、薄型的组件。TSSOP的引脚数量可以从8个到64个不等。
TSSOP特别适用于门驱动器、控制器、无线/ RF、运算放大器、逻辑、模拟、ASIC、存储器（EPROM、E2PROM）、比较器和光电子器件等。TSSOP封装推荐用于内存模块、硬盘驱动器、可记录光盘、电话听筒、快速拨号器、视频/音频设备以及消费类电子产品/家电。

### 裸露焊盘
小尺寸封装的裸露焊盘（EP）版本可以比标准TSSOP提高最多1.5倍的散热能力，从而扩大工作参数的裕度。此外，裸露焊盘可以接地，从而减少高频应用中的环路电感。裸露焊盘应直接焊接到PCB上，以实现热电优势。